# أردهن
أَرْدَهَن هي قلعة حصينة تاريخيَّة من أعمال الرَّي في ولاية الجبال، ثم من ناحية دنباوند. تقع بين دنياوند وطبرستان. بينها وبين الرَّي مسيرة ثلاثة أيام.

### فهرس المنشورات
1. ↑  الحموي (1977)، ج. 1، ص. 149.

### معلومات المنشورات كاملة
الكتب مرتبة حسب تاريخ النشر
ياقوت الحموي (1977)، معجم البلدان (ط. 1)، بيروت: دار صادر، OCLC:1014032934، QID:Q114913343